# Ultras Yomus
Yomus és un grup ultra seguidor del València Club de Futbol, que se situa al costat de la Grada Jove Mario Alberto Kempes de Mestalla. La seua ideologia política és d'extrema dreta i es basa en el nacionalisme espanyol, l'antisemitisme i l'anticatalanisme. Han protagonitzat diversos episodis violents, i les més destacades accions anticatalanistes al món del futbol al País Valencià.
En setembre de 2013, coincidint amb la dimissió de Paco Rausell com a president de la Curva Nord Mario Alberto Kempes i la convocatòria d'eleccions en eixa penya, de qui s'havien separat poc abans per desavinences, Yomus va anunciar el seu cessament d'activitats, si bé van reprendre l'activitat poc després.

## Història

### Orígens

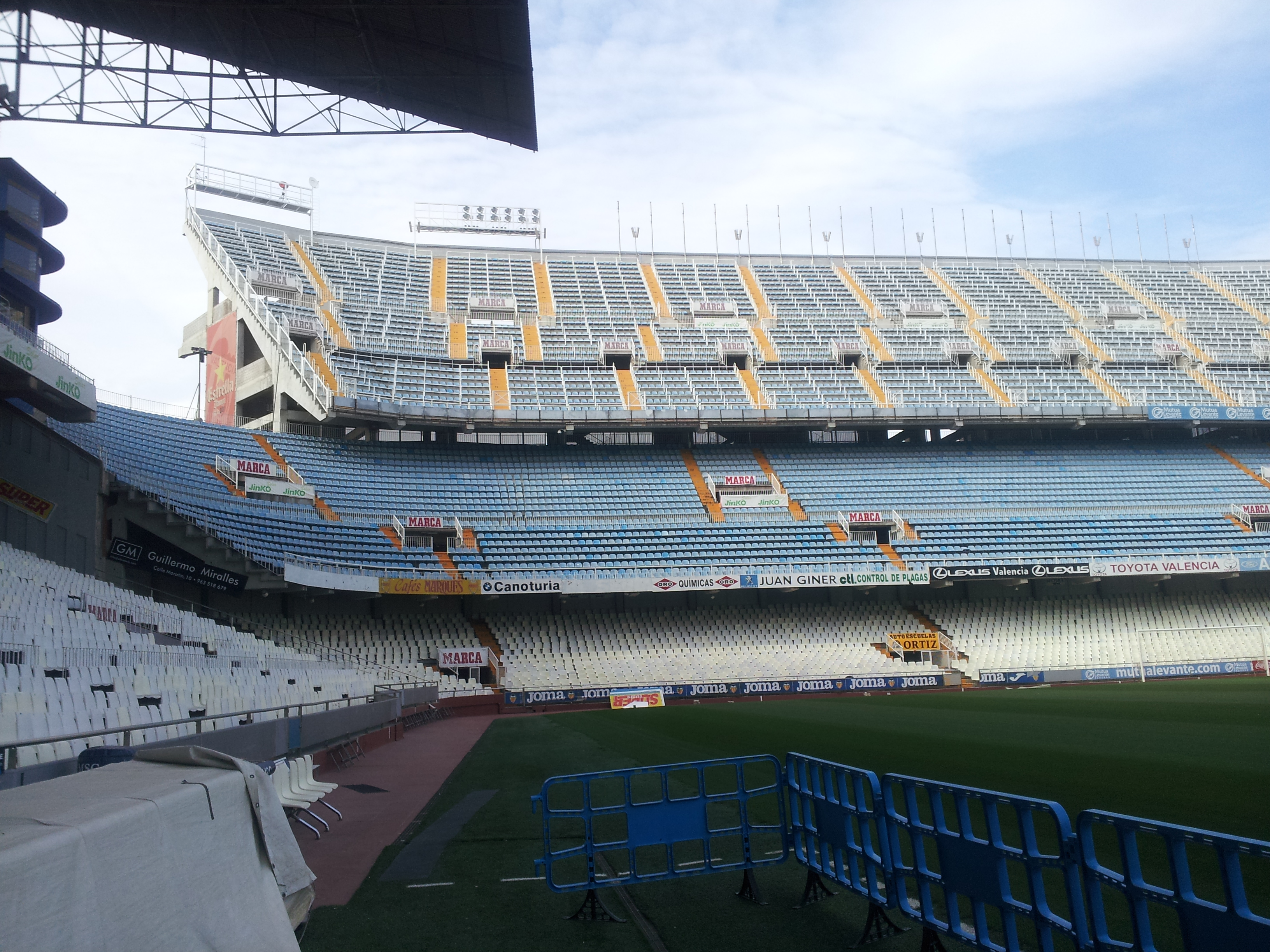
Gol xicotet (fons nord) de Mestalla, amb els colors anteriors a l'actual reforma.

Yomus naix en setembre de 1983, com a grup d'animació de joves entre 12 i 20 anys de diferents grups socials, que se situaven en la grada general de peu de l'Estadi Lluís Casanova. Entre 1983 i 1987, Yomus era un grup d'animació més o menys espontani, amb càntics, bengales i traques, aliè al món dels Ultres de futbol. A partir de finals de la dècada de 1980, les persones més involucrades en el grup comencen a emmirallar-se amb els grups Ultra i comencen a imitar la seua estètica i formes de fer. En esta època s'introdueix la paraula tifo i es realitzen els primers tifos amb rotllos de paper o cartolines. Entre 1990 i 1992 al Gol Nord de Mestalla es realitzen algunes de les coreografies més espectaculars de l'Estat Espanyol.
Ideològicament, els membres del grup s'encabien dins del blaverisme sociològic i el seu anticatalanisme els portaria a tindre incidents contra aficionats del Reial Club Deportiu Espanyol i FC Barcelona per portar senyeres nues, però també contra aficionats d'equips valencians com el CE Castelló o l'Hèrcules d'Alacant.
Estèticament, tot i que en el seu sector es van poder veure els primers skinheads de València, eren una barreja d'estètiques de diferents tribus urbanes, on abundaven els heavies. Amb el descens del València a Segona Divisió de la temporada 1985-86, el grup passà de 150 a 300 membres, alhora que començaria a virar cap a l'extrema dreta per l'entrada coordinada d'ultradretans vinculats al grup Acción Radical.

### Extrema dreta
A principis de la dècada de 1990 al capdavant del grup hi havia Luis Miguel Arechavaleta, Yogui, que es va oposar als plans de l'empresari ultradretà Jose Luis Roberto de controlar el Gol Nord i es mostrava públicament en contra de la politització dels grups d'animació. El substituiria Teo Javaloyes, més proper a Roberto, però que prompte es distanciaria de l'extrema dreta per a centrar-se en l'animació.
La primera crisi en el si de Yomus es va viure la temporada 1991/92, on l'abandó d'alguns dels líders del grup portaria a la seua desaparició momentània. Encara que la temporada següent Yomus tornara a funcionar, la desarticulació d'Acción Radical, unit al judici contra Pedro Cuevas per l'assassinat de Guillem Agulló portaria a un nou període d'inestabilitat, on Yomus quasi arriba a desaparèixer quan la majoria de la seua primera línia es trobe encausada, sancionada o simplement, abandone la penya. El 1994 es fundaria Gol Gran, penya apolítica i contrària a la violència creada per membres que abandonaren Yomus a principis dels anys 90 pel rebuig a la politització i violència ambiental que hi havia al Gol Nord de Mestalla. Durant la segona meitat de la dècada de 1990 Yomus viu molts alts i baixos. Durant la temporada 1995/1996 estan molt actius pel que fa a desplaçaments, deixant en un segon pla els tifos. D'altra banda, la temporada següent l'apatia dels qui porten el grup fa que la seua activitat siga ben escassa, fins i tot desapareixent l'animació al camp.
A principis dels anys 2000 Yomus torna a partir una nova crisi. Coincidint amb la desaparició de la grada general de peu, el nombre de membres descendeix considerablement. Paral·lelament, un grup vinculat al Fan Club, el nucli dur de Yomus, es va amb el control de l'associació. A finals de la dècada hi tornarà a haver disputes pel control de Yomus, entre diferents individus vinculats tots a l'extrema dreta valenciana.
A partir de 2010, quan la vella guàrdia vinculada a Ramón Castro, Levis torne a agafar el control de Yomus, es produirà un acostament entre el grup i Gol Gran per tal de crear una grada d'animació que entraria en funcionament la temporada 2012-2013: la Curva Nord Mario Alberto Kempes.

### Relació amb la Curva Nord Mario Alberto Kempes
A partir de la temporada 2011-2012, impulsen, juntament amb Gol Gran, la creació d'una grada d'animació jove anomenada Curva Nord Mario Alberto Kempes, tot i que en eixa mateixa temporada faran els primers actes conjunts, la Curva no entrarà en vigor fins a la temporada següent.
En maig de 2013, membres d'Ultras Yomus van mostrar una pancarta amb simbologia nazi al sector de la CN10. La Curva va emetre un comunicat anunciant que les persones responsables serien expulsades, i que no anaven a consentir que s'exhibira simbologia violenta.
Poc després, la directiva de la Curva Nord va emetre un comunicat on censurava alguns fets violents que havien ocorregut durant la temporada, remarcant el caràcter pacífic i apolític de la curva. Poc després s'anunciava que Ultras Yomus abandonava la Curva Nord "per a poder mantenir la seua identitat com a grup diferenciat". Tanmateix, la ubicació a l'estadi dels seus 150 membres continuaria sent la mateixa que la de la Curva, que en la temporada 2013-2014 amplià la seua capacitat a 2.400 seients.

### Dissolució i tornada a l'activitat
Tot i haver justificat l'abandó de la Curva Nord com un acte necessari per a mantindre la seua identitat com a grup, Yomus anunciaria la seua desaparició en poc menys d'un mes de diferència, mitjançant un comunicat a les xarxes socials. L'estrany anunci es va fer sols tres dies després que el president de la CN10, Paco Rausell, anunciara la seua dimissió al capdavant de la grada, i la convocatòria d'eleccions per a elegir una nova directiva.
En desembre de 2013, anunciaren que tornaven a l'activitat. Just un any després, en desembre de 2014, en un context on l'opinió pública se situà en contra de la violència als camps de futbol després de l'assassinat de Francisco Javier Romero Taboada, Jimmy, del grup Riazor Blues, Ultras Yomus va anunciar que eliminava la paraula Ultras del seu nom.

### Mesures d'expulsió
El 2015 s'iniciaren les mesures per a evitar que entraren els membres de Yomus. Es perseguí l'entrada de símbols xenòfobs i antidemocràtics. Aquesta mesura va ser contestada amb amenaces cap als dirigents del club. Eixa temporada es va crear la grada jove anomenada la Curva Nord, copiant la ultradretana Curva Nord de l'Inter de Milà, en la qual s'integraren molts membres radicals d'Ultra Yomus que van seguir fent boicot a la grada d'animació i realitzant amenaces al club.
La mesura més potent va vindre motivada perquè durant la celebració del Dia de la Comunitat Valenciana feta l'any 2017 més de cent membres d'Ultras Yomus cometeren agressions contra manifestants per la llengua valenciana al centre de València. En conseqüència, el nou propietari del club de futbol, Peter Lim, va establir la mesura de no deixar entrar a la Curva Nord als majors de 35 anys per a expulsar els membres de Yomus el 2019.

## Rivalitats, afinitats i incidents
Es considera que Ultras Yomus estava agermanada amb els grups radicals Curva Nord, de l'Inter de Milà, i Ultra Boys de l'Sporting de Gijón. A més, han protagonitzat accions violentes en col·laboració amb els Gaunas Sur del CD Logroñés, i la Jove Elx de l'Elx Club de Futbol. Entre les seues víctimes, es troben aficionats del CA Osasuna, l'Athletic Club de Bilbao i l'Hèrcules CF.
Entre les seues víctimes també hi ha persones sense vinculació al món del futbol.
En novembre de 2011, el seu president va ser detingut per agredir a un aficionat del Reial Madrid CF, després d'un partit que disputà este equip al Camp de Mestalla.
En juliol de 2013, Ultras Yomus va celebrar a les localitats de Novetlè i Xàtiva un torneig de futbol sala per a celebrar el seu 30 aniversari. Al torneig participaren aficionats radicals de l'Inter de Milà i l'Sporting de Gijón. Durant el cap de setmana van exhibir símbols feixistes i van cremar bengales marineres, fins i tot a dins d'un restaurant. Als actes hi participà el responsable d'esport del Partit Popular de Xàtiva.